# Famille Querini
 (juillet 2024).
Si vous disposez d'ouvrages ou d'articles de référence ou si vous connaissez des sites web de qualité traitant du thème abordé ici, merci de compléter l'article en donnant les références utiles à sa vérifiabilité et en les liant à la section « Notes et références ».
La famille Querini (ou Quirino) est une famille patricienne de Venise, qui serait originaire d'Eraclea ou de Cittanova et se serait installée d'abord à Torcello, ensuite au Rialto.

## Historique
Étant déjà à la fin du XIIIe siècle une famille riche et puissante, les Querini ne comptèrent jamais de doge dans leurs rangs, parce qu'en 1310 quelques membres de la famille participèrent à la conjuration de Bajamonte Tiepolo contre le doge despotique Pietro Gradenigo et, battus, furent contraints à l'exil et pour toujours exclus du dogat. La famille eut toutefois une dogaressa, Elisabetta Querini, mariée à Silvestro Valiero.
La famille donna de nombreux procurateurs de Saint-Marc, ambassadeurs, généraux, et prélats.
La famille s'est divisée en différentes branches et la branche qui s'établit à Santa Maria Formosa fut surnommée des lys, car représentés par les lis dans leur blason. Au XIVe siècle ils s'enrichirent par le commerce avec l'Orient et ils investirent beaucoup en propriétés de terre ferme. En 1413, Zuanne Querini réussit à acheter l'île de Stampalia, dans l'archipel des Cyclades, et de là dérive la branche des Stampalia.

## Armes

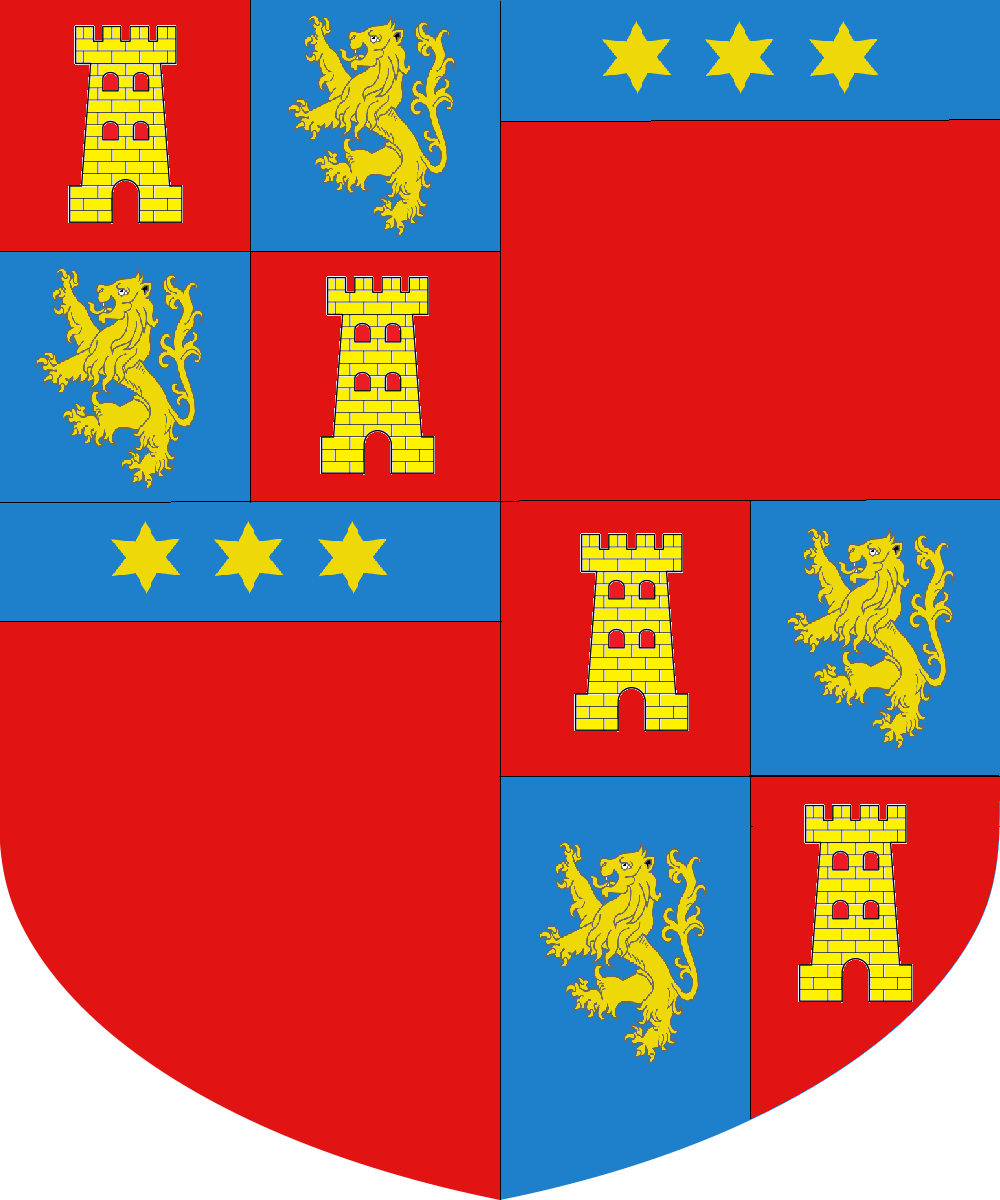
Première branche.

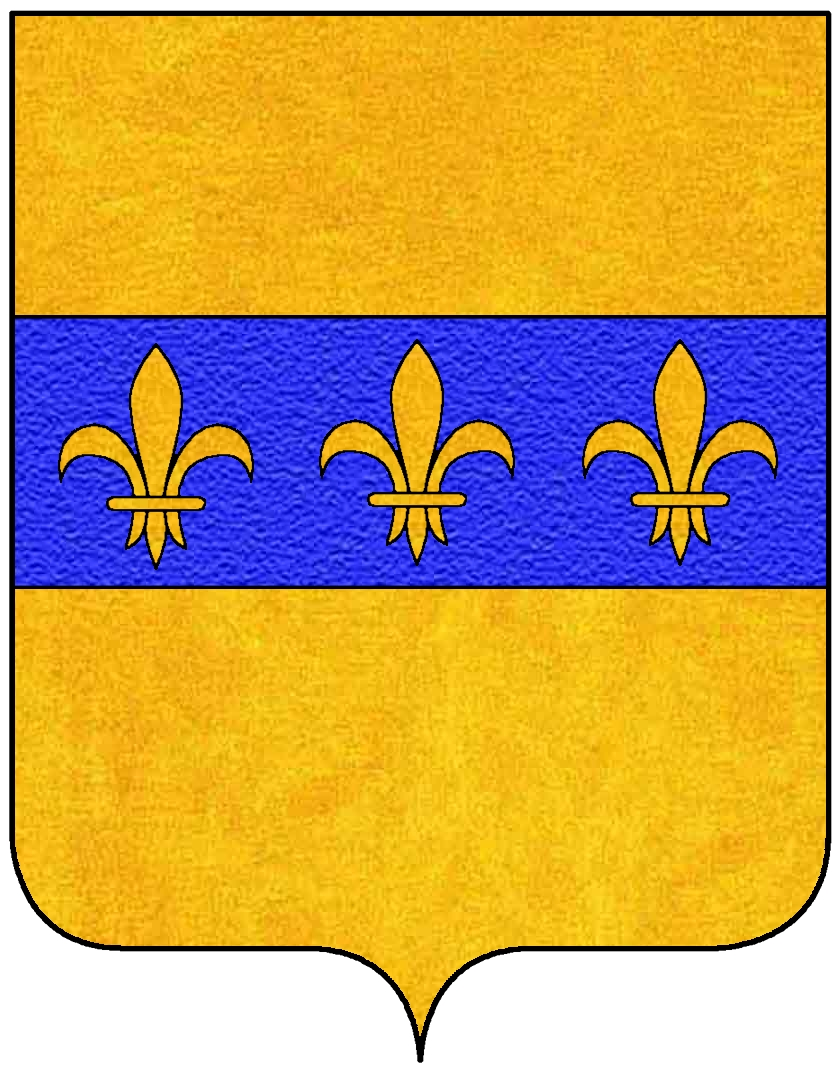
2e branche (des lys).

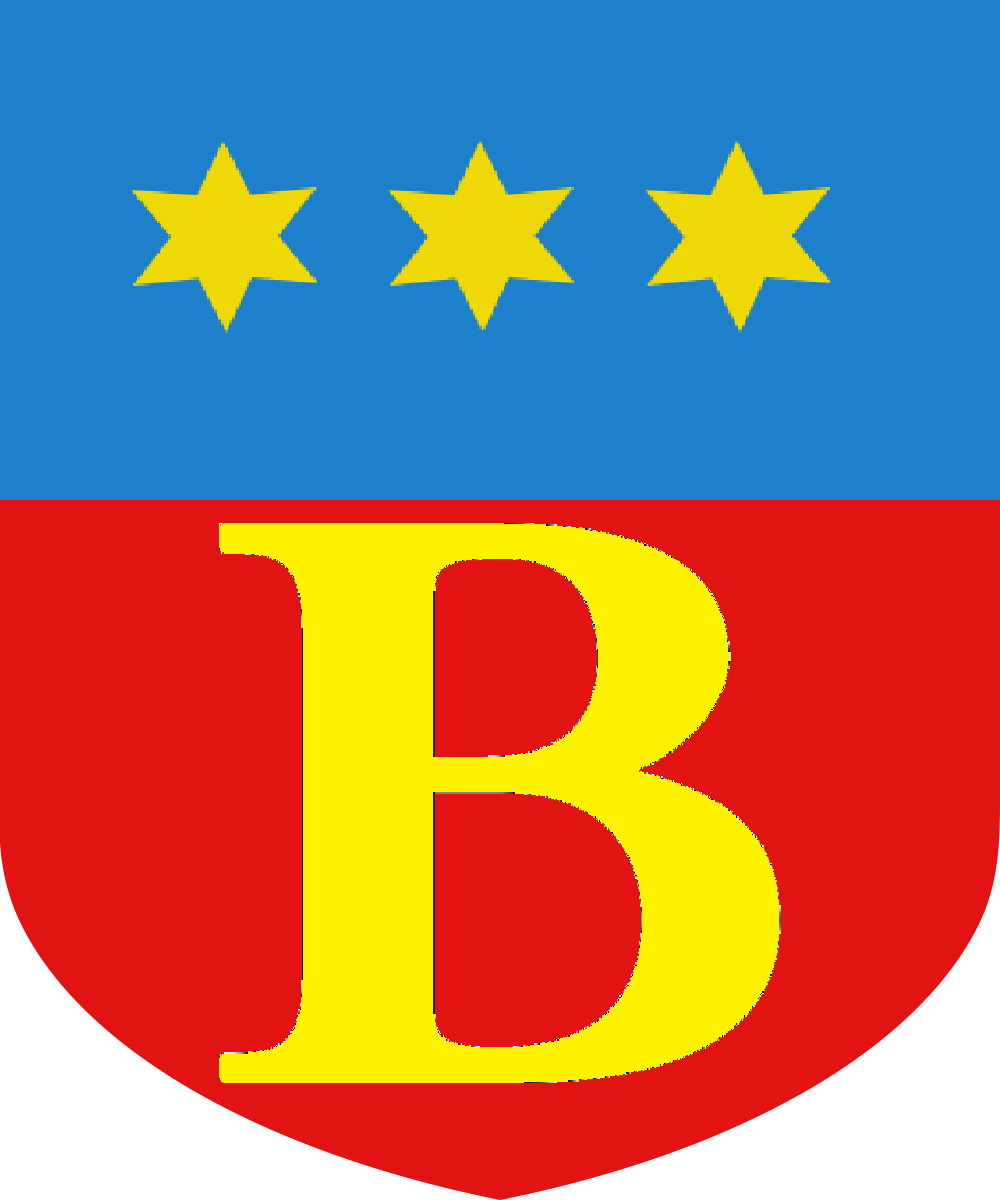
3e branche.

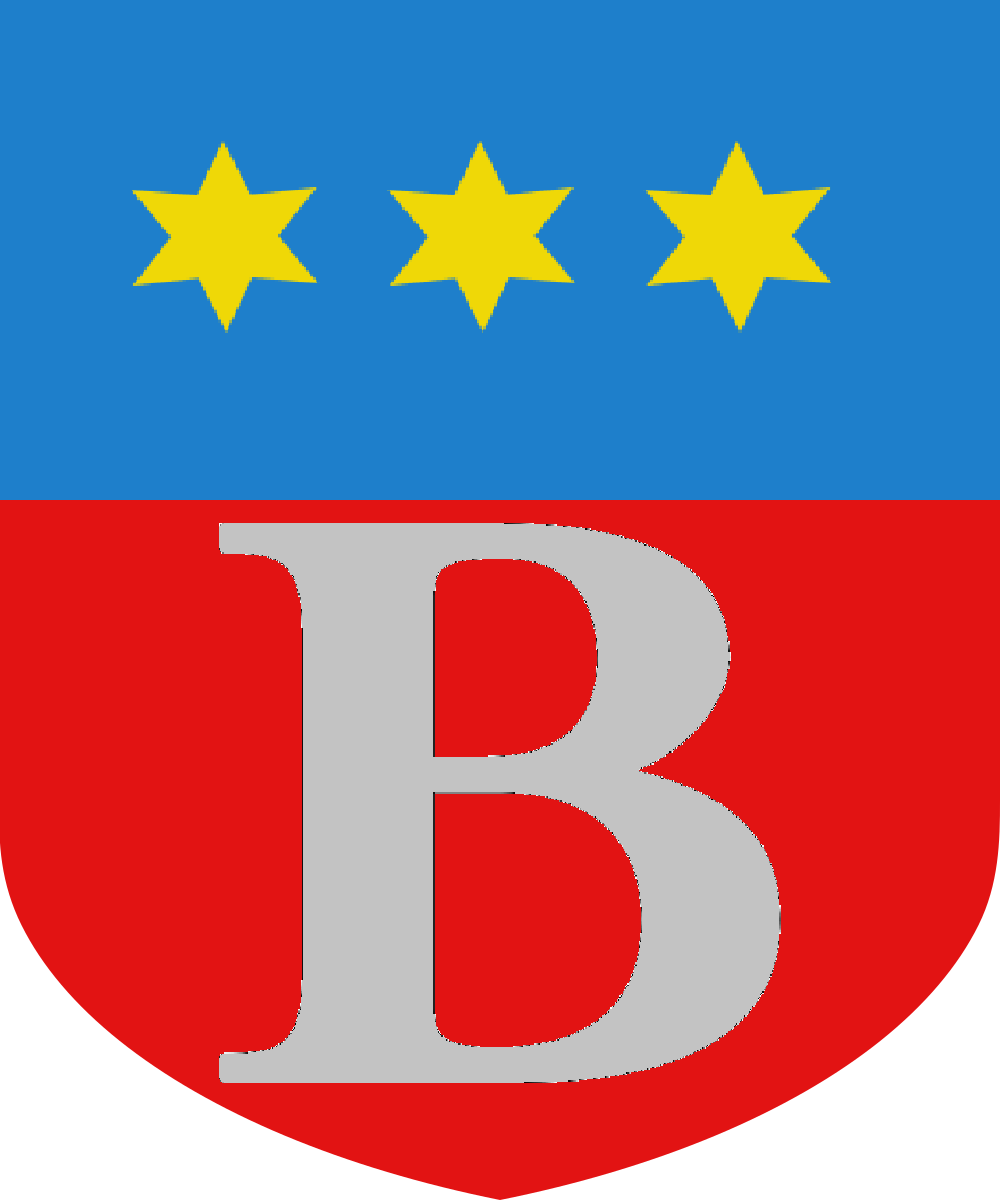
4e branche.

- 1re branche : Écartelé aux 1 et 4 contre-écartelé de Castille et de Léon aux 2 et 3 de gueules au chef d'azur chargé de trois étoiles d'or.
- 2e branche (des lys): d'or à la fasce d'azur ch de trois fleurs-de-lis du champ.
- 3e branche : Coupé a d'azur à trois étoiles d'argent rangées en fasce b de gueules plein.
- 4e branche : Coupé a d'azur à trois étoiles d'argent rangées en fasce b de gueules à un B d'argent.

## Personnalités
Au cours des siècles la famille donna beaucoup d'hommes de culture parmi lesquels :
- Paolo, remet en 1213 l'île de Candie entre les mains des Vénitiens et en fut créé gouverneur avec titre de vice-duc ;
- Pietro, duc de Candie en 1216 ;
- Leonardo, commandant de la flotte sous le 43e doge de Venise, élu en 1229, Giacomo Tiepolo fut victorieux des grecs et devint procurateur de Saint-Marc ;
- Oddone, officier au cours de la quatrième croisade ;
- Marco et Tommaso, richissimes, dotèrent leur maison du titre li Querini della Cassa Grande et fondèrent un majorat ;
- Marco di Balduino, leur descendant, capitaine général, procurateur de Saint-Marc, participa à la guerre de Ferrare; il concourut au dogat avec Pietro Gradenigo et fut tué sur la place Saint-Marc lors de la conspiration de son gendre Bajamonte Tiepolo ;
- Boezio, général des armées contre les Génois en 1354 ;
- Francesco, patriarche de Grado, canonisé en 1368 sur demande du Sénat ;
- Lorenzo, patriarche de Grado, successeur de Franscesco ;
- Pietro Querini, navigateur vénitien ; il réalise en 1431-32, un voyage jusqu'aux îles Lofoten: son récit de voyage contribua à réveiller l'intérêt culturel et commercial pour les pays septentrionaux ;
- Marco di Lauro (1515-1577), amiral et duc de Candie en 1570, contributeur à la victoire à Lépante ;
- Marino, fondateur de l'ordre des chanoines azurins (Saint-Georges in Alga) avec le bienheureux Lorenzo Giustinian ;
- Francesco Querini, sujet d'un portrait du peintre Palma il Vecchio, en 1528 pour son mariage ;
- Gerolamo, patriarche de Venise de 1524 à 1554 ;
- Gerolamo, procurateur de Saint-Marc (1669), fut protecteur d'une Académie des paragonistes ; Sebastiano Bombelli fait son portrait vers 1669 en habit de procurateur[1], et un autre portrait en 1684. Tous deux sont conservés à la Pinacoteca Querini Stampalia de Venise[2] ;
- Polo, son frère, lui aussi procurateur de Saint-Marc a également son portrait réalisé en 1675-80 par Sebastiano Bombelli à la Pinacoteca Querini Stampalia[2] ;
- Giacomo, ambassadeur en Espagne et à Rome porta l'étole d'Or ;
- Giovanni Querini, procurateur de Saint-Marc, Pietro Uberti a fait son portrait vers 1716 ;
- Gian Francesco Querini, procurateur de Saint-Marc, Pietro Uberti a fait son portrait vers 1716 ;
- Elisabetta Querini Valier, épouse du doge Silvestro Valier ; Nicolò Cassana fait son portrait en 1694 conservé à la Pinacoteca Querini Stampalia ;
- Angelo Maria Quirini (1680-1755), cardinal, fondateur de la Biblioteca Queriniana de Brescia ;
- Andreas (1710-1799), Sénateur et mécène protecteur de Carlo Goldoni.

Au XIXe siècle la famille s'éteignit, avec le dernier descendant Giovanni Querini Stampalia, qui légua en 1869 tous les biens accumulés par la famille à la Pinacoteca Querini Stampalia, qui a encore aujourd'hui siège dans le palais familial.

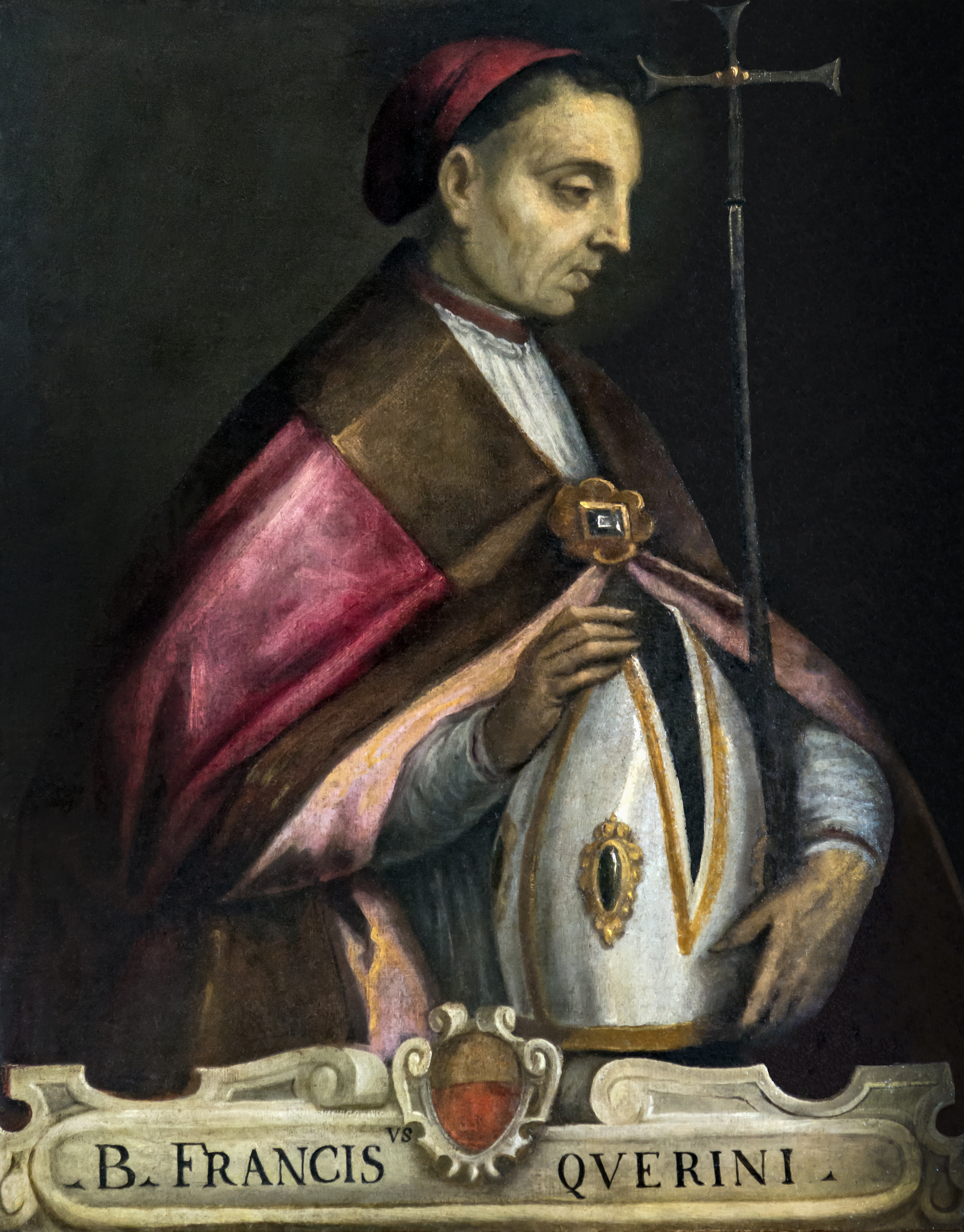
Francesco Querini patriarche de Grado
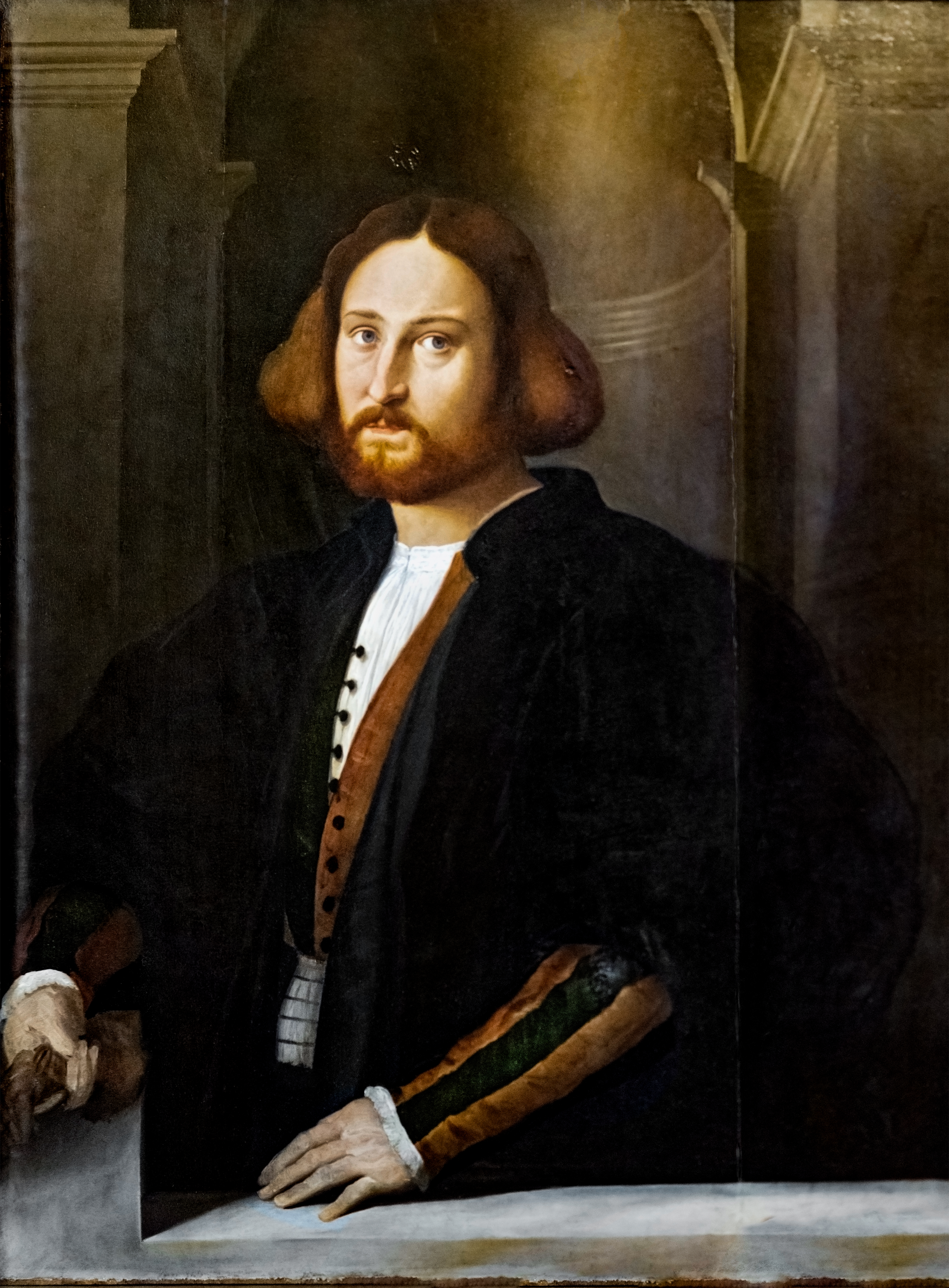
Francesco Querini Palma il Vecchio Pinacoteca Querini Stampalia
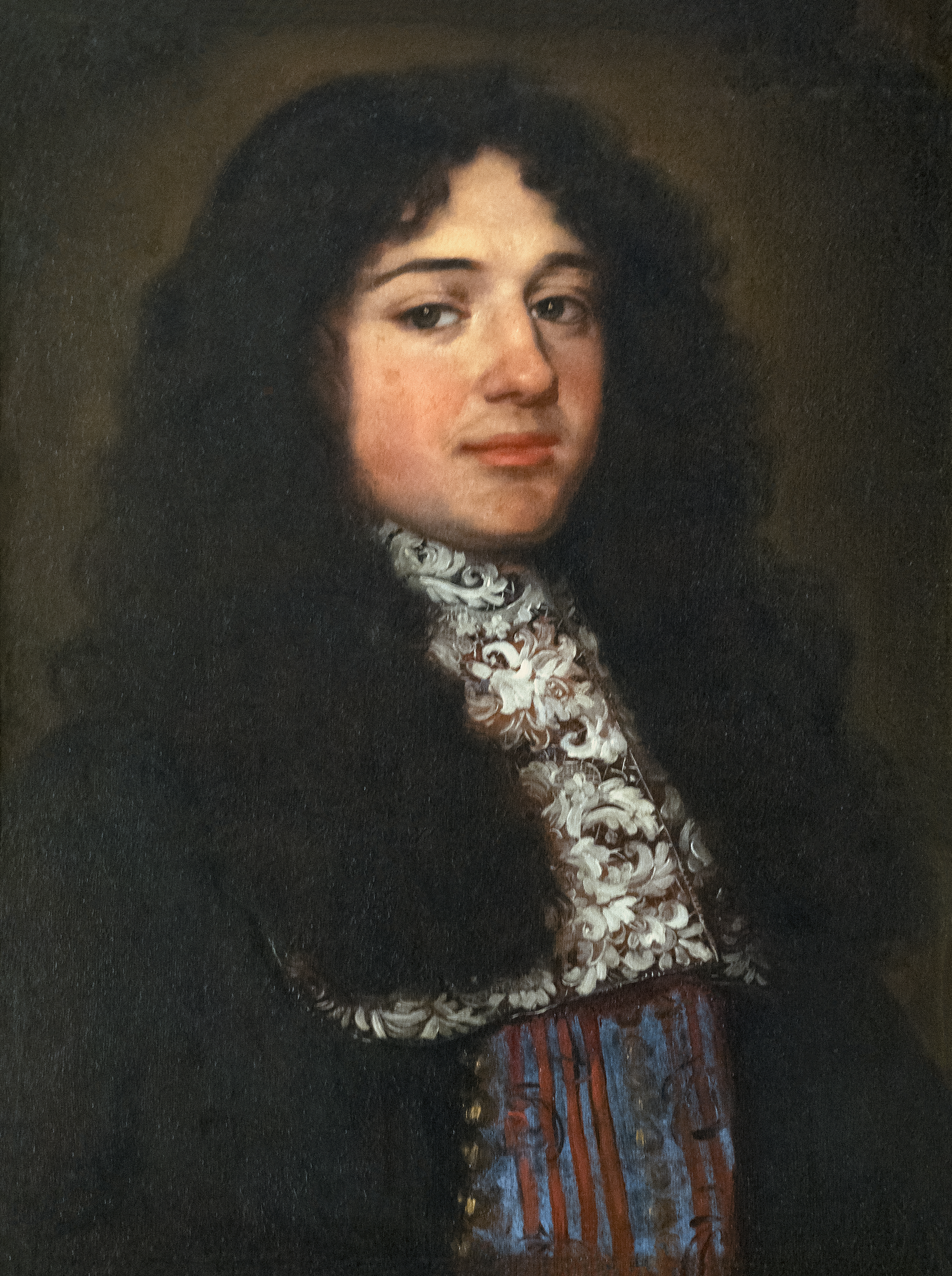
Gerolamo Querini, avant 1669 Sebastiano Bombelli Pinacoteca Querini Stampalia
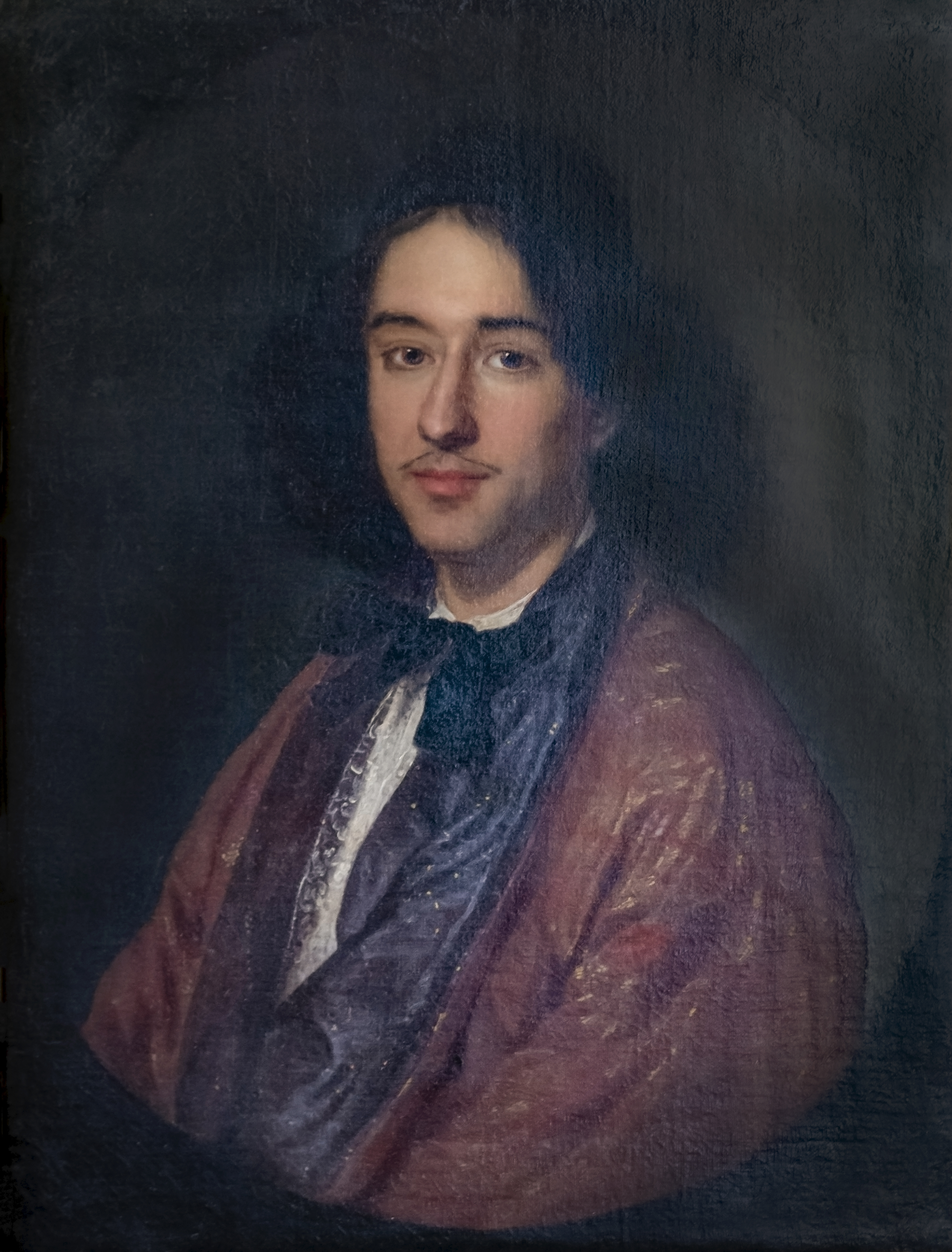
Polo Querini, 1675-80 Sebastiano Bombelli Pinacoteca Querini Stampalia
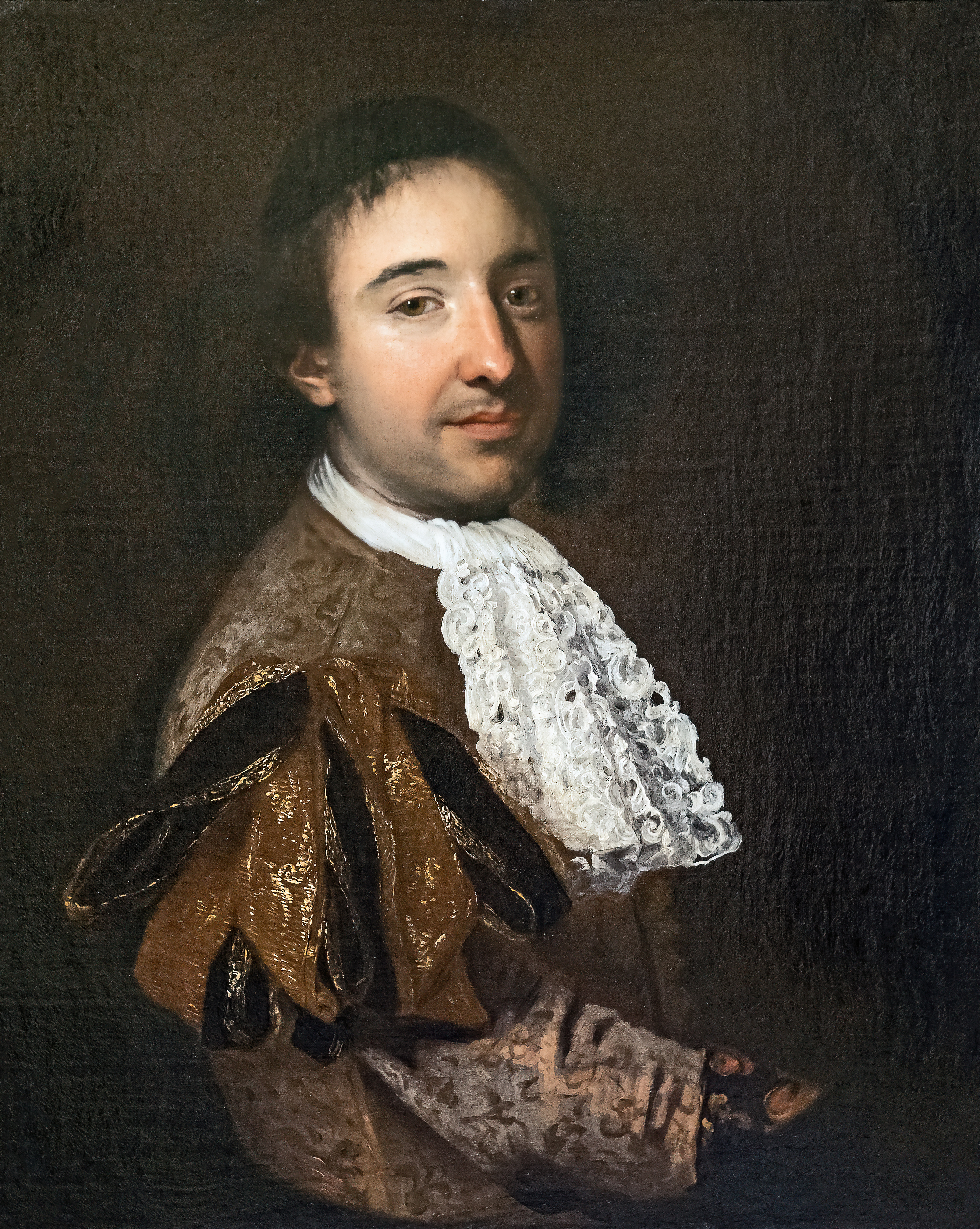
Gerolamo Querini, 1684 Sebastiano Bombelli Pinacoteca Querini Stampalia
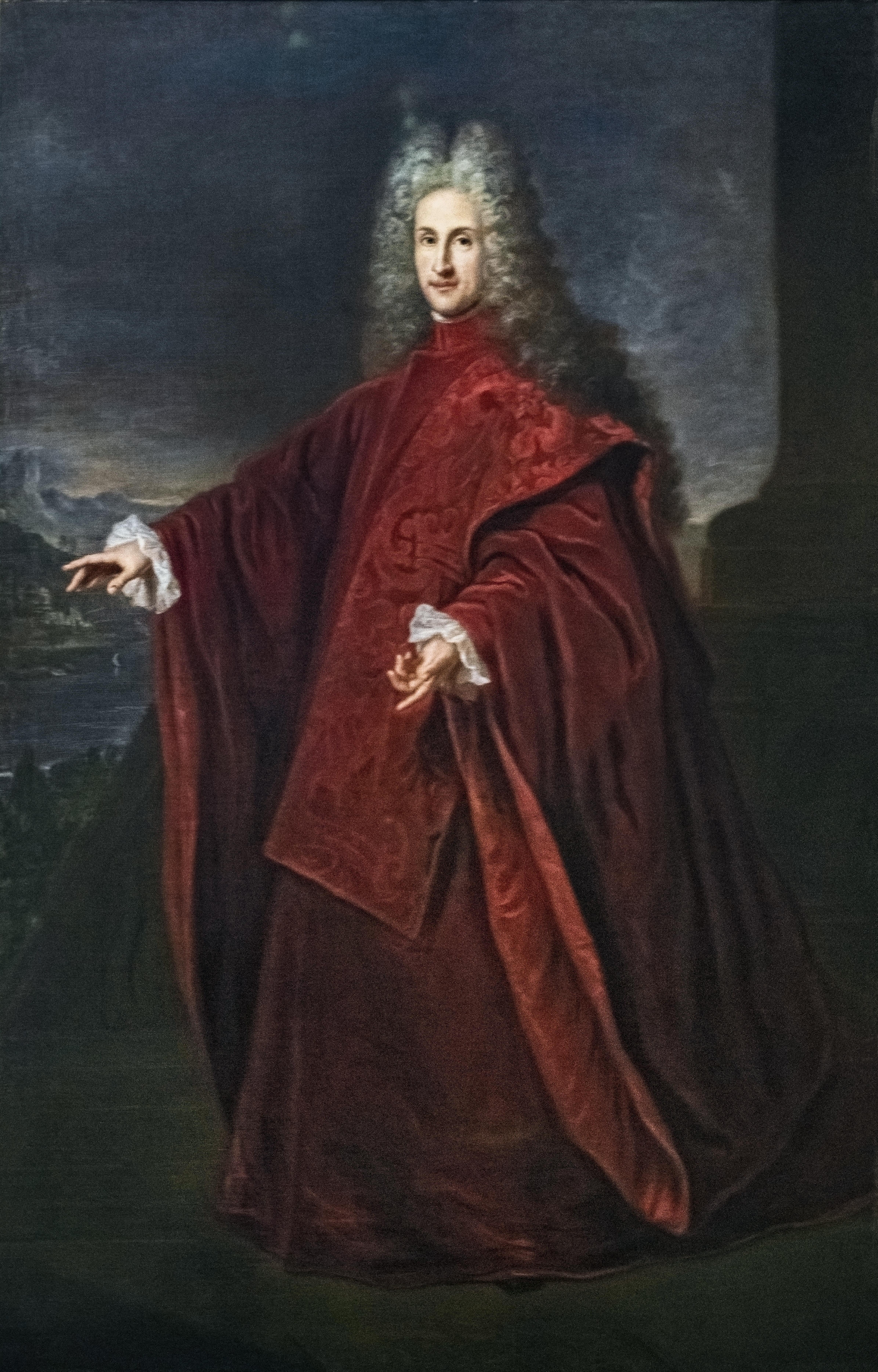
Giovanni Querini Pietro Uberti Pinacoteca Querini Stampalia
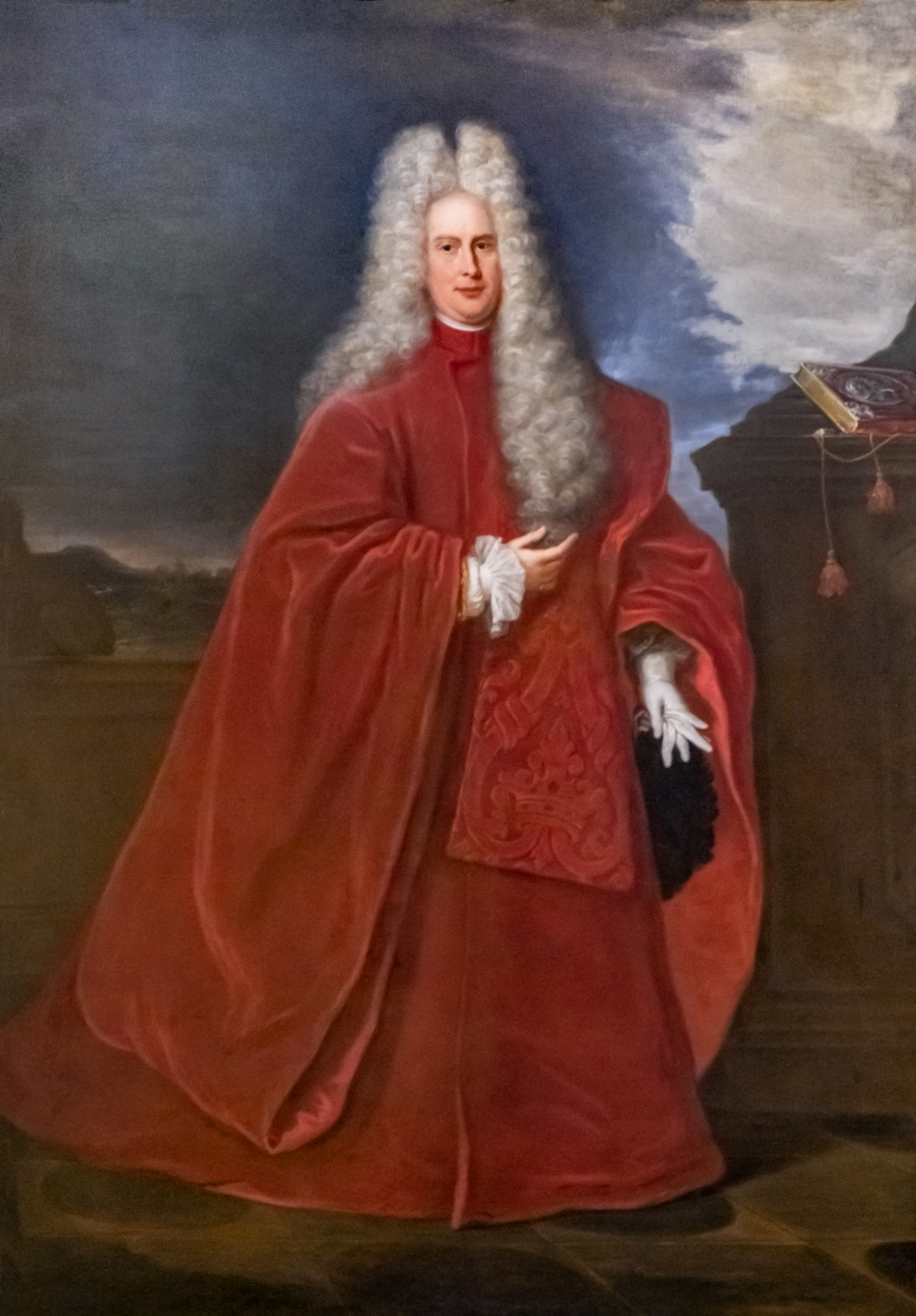
Gian Francesco Querini Pietro Uberti Pinacoteca Querini Stampalia
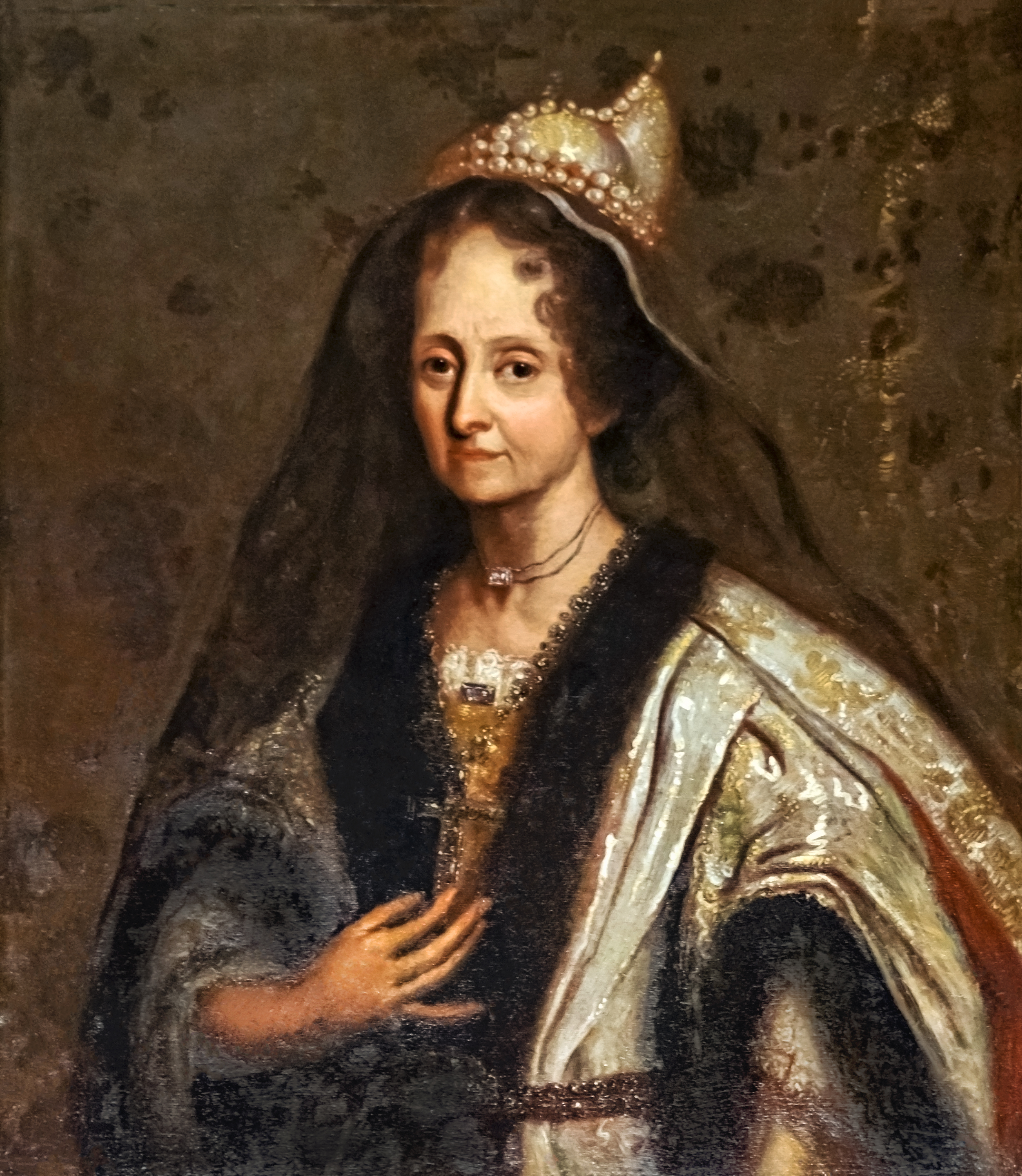
Elisabetta Querini Valier, 1694 Nicolò Cassana Pinacoteca Querini Stampalia
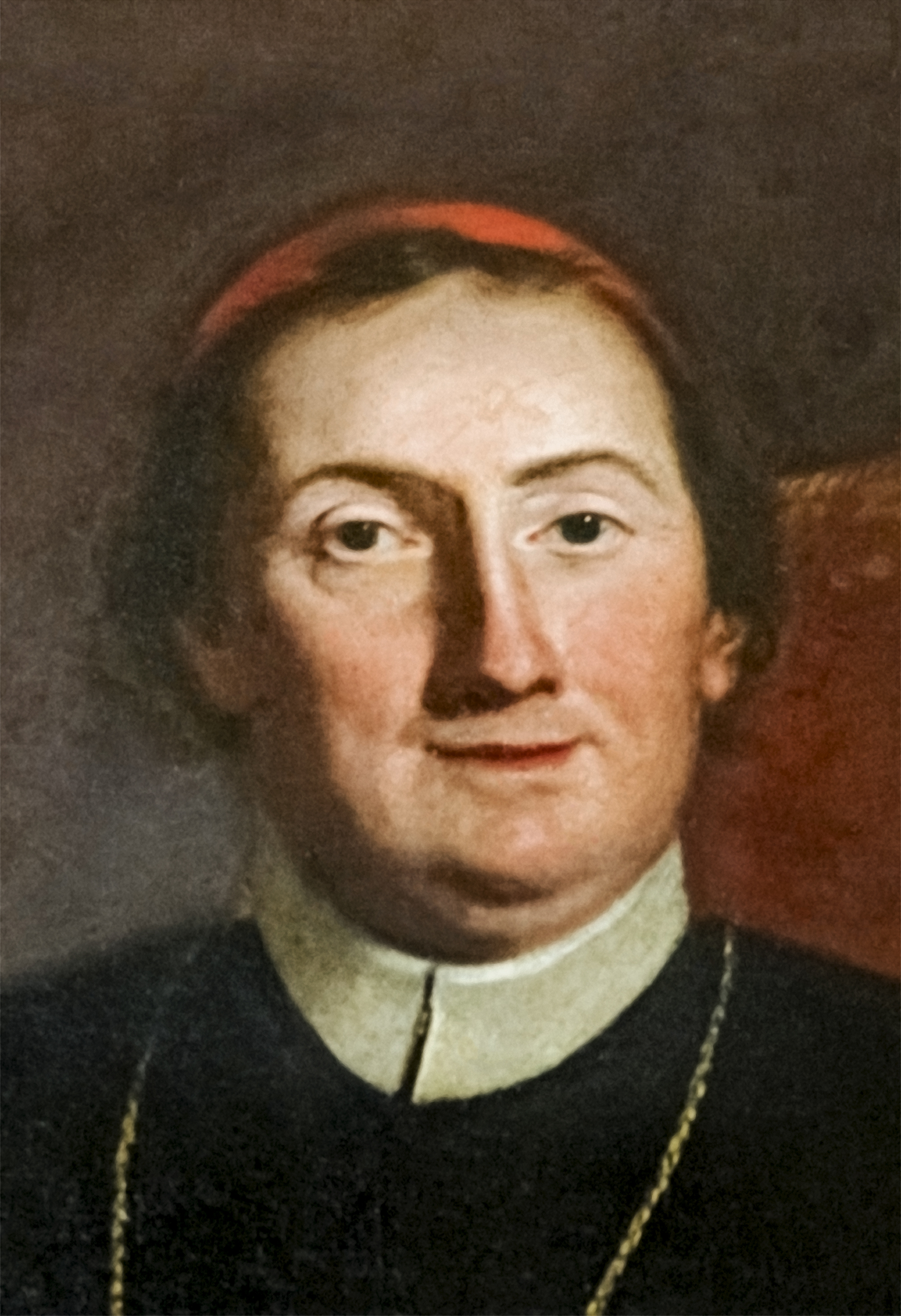
Angelo Maria Querini Bartolomeo Nazari Pinacoteca Querini Stampalia
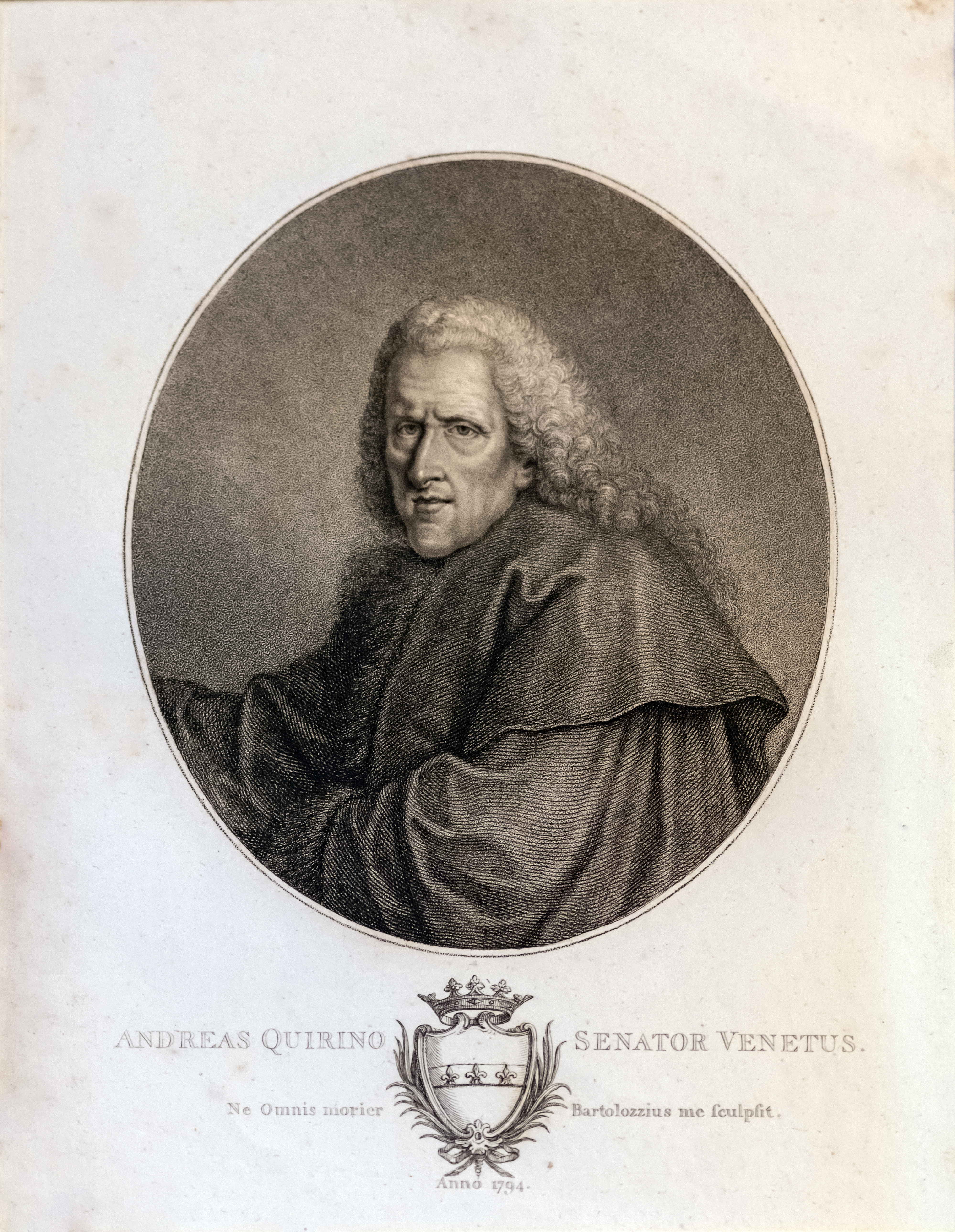
Andrea Querini sénateur
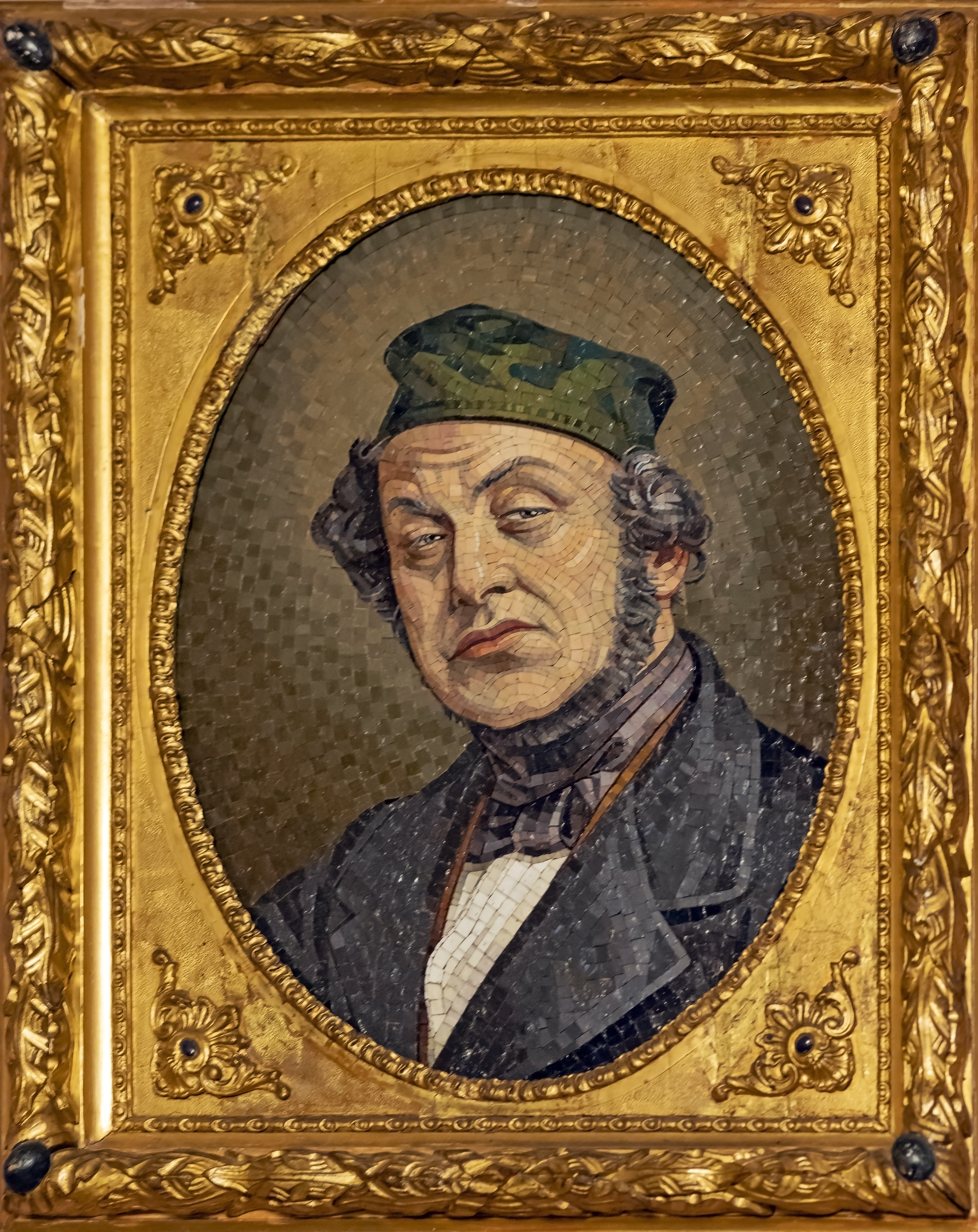
Giovanni Querini Stampalia Fondateur de la Pinacoteca Querini Stampalia

## Palais et villas
À la fin du XVIIIe siècle, les Querini ont acquis pour leur palais de Trévise, auprès des Giustinian qui les avaient commandées, soixante-six œuvres de Gabriele Bella qui dépeignent la vie quotidienne dans la sérénissime au XVIIIe siècle. Elles sont aujourd'hui à demeure, à la Pinacothèque Querini-Stampalia depuis sa fondation.

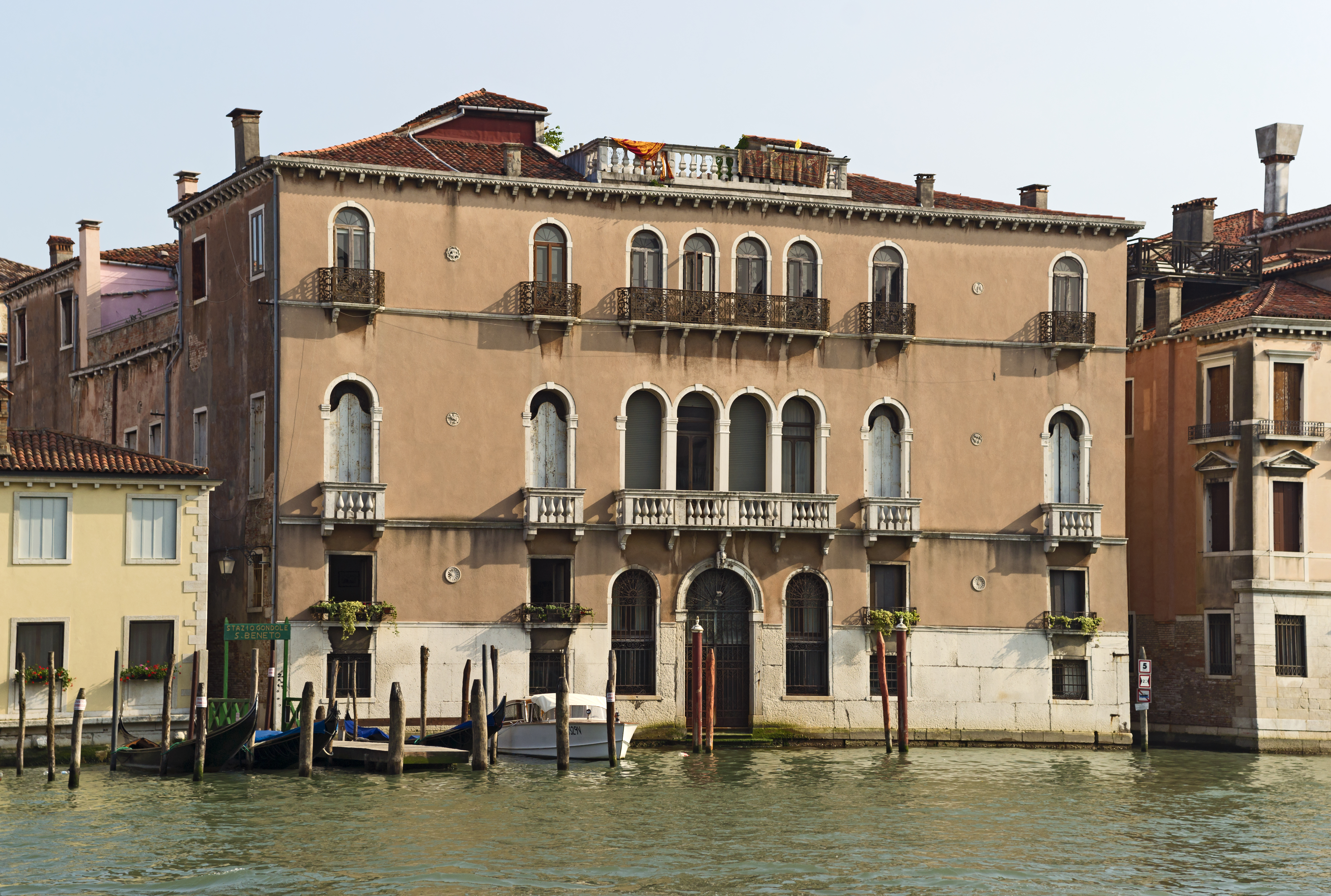
Palazzo Querini Benzon
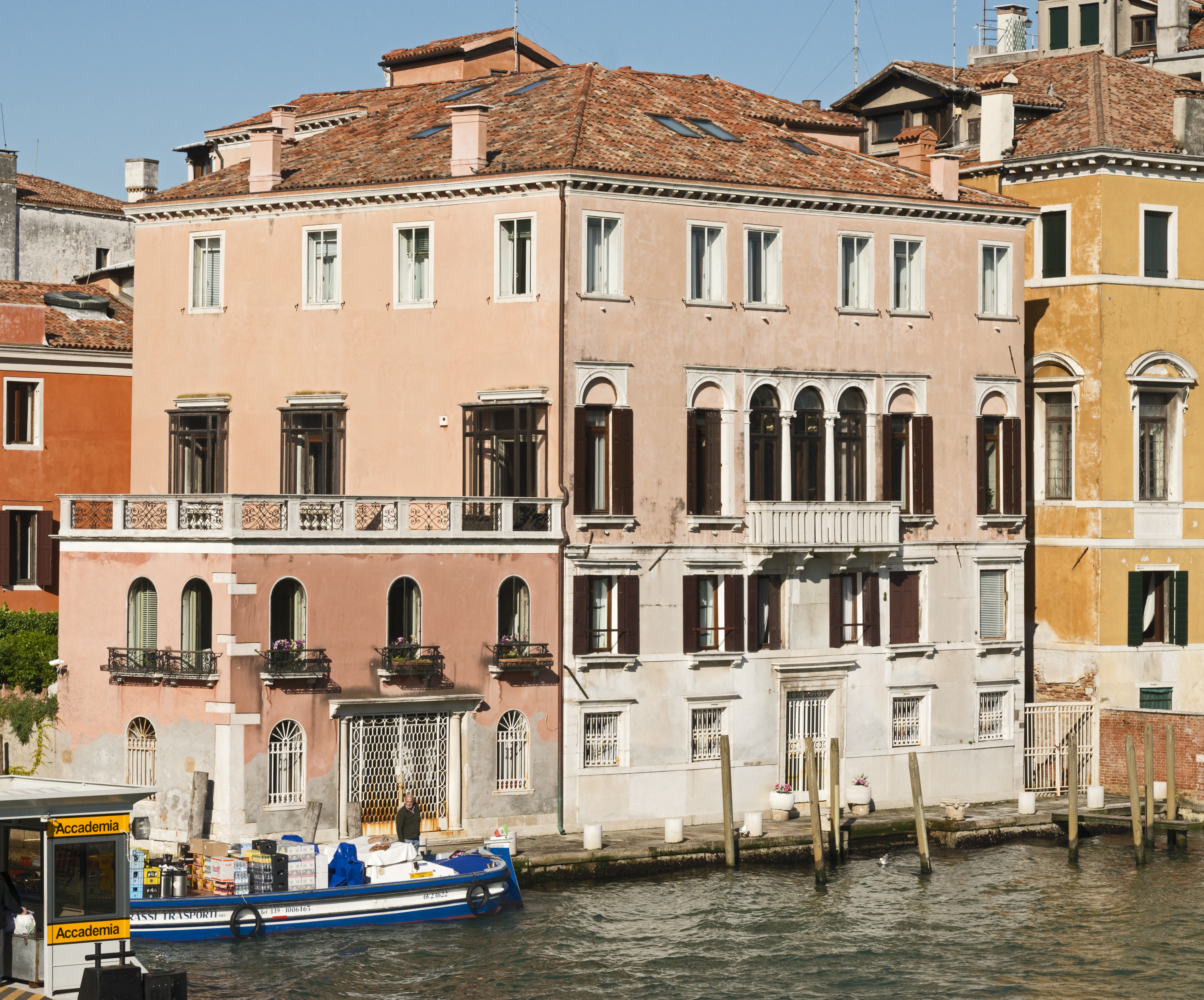
Palazzo Querini Vianello.
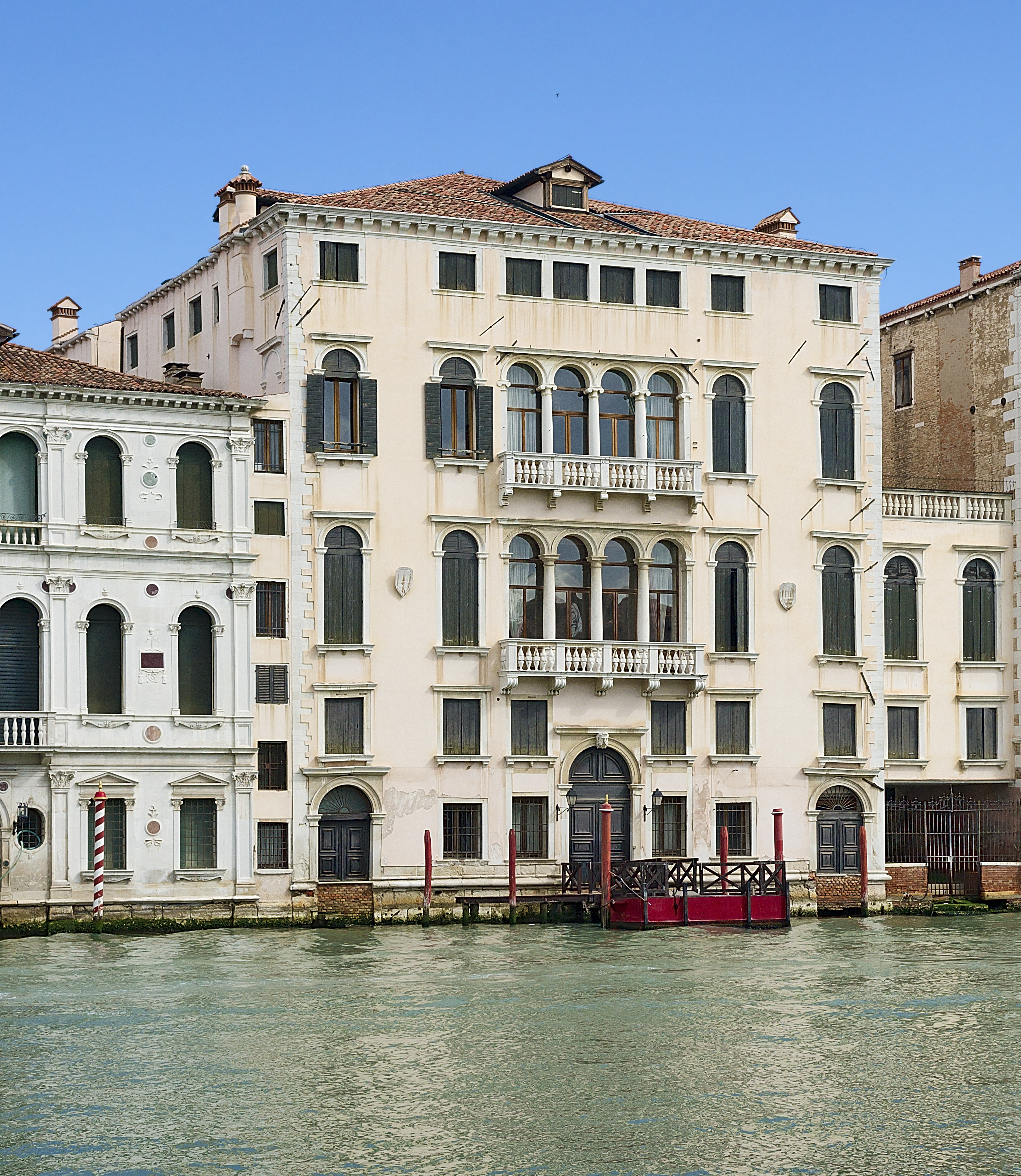
Palazzo Querini Dubois.
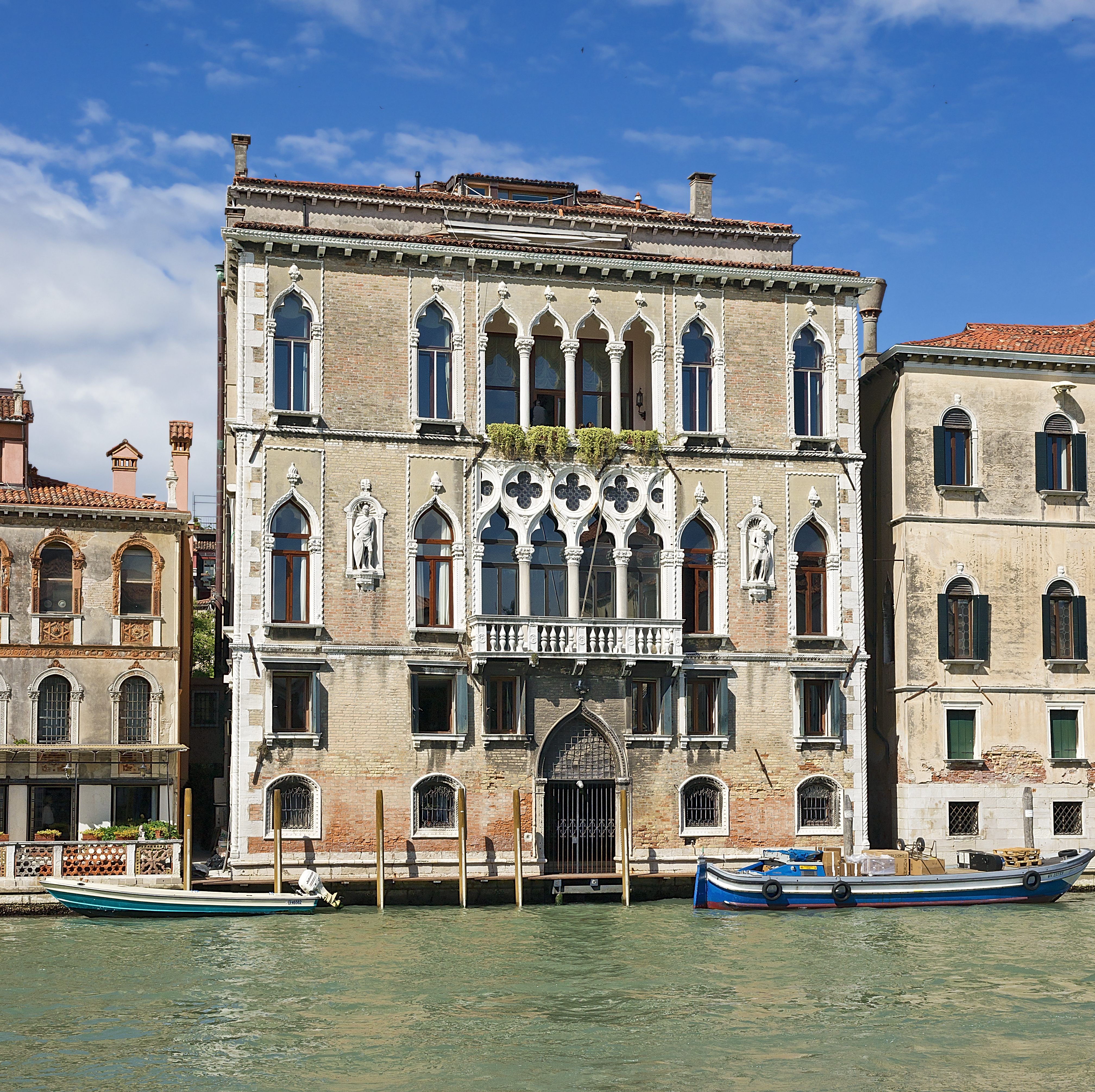
Palais Querini.
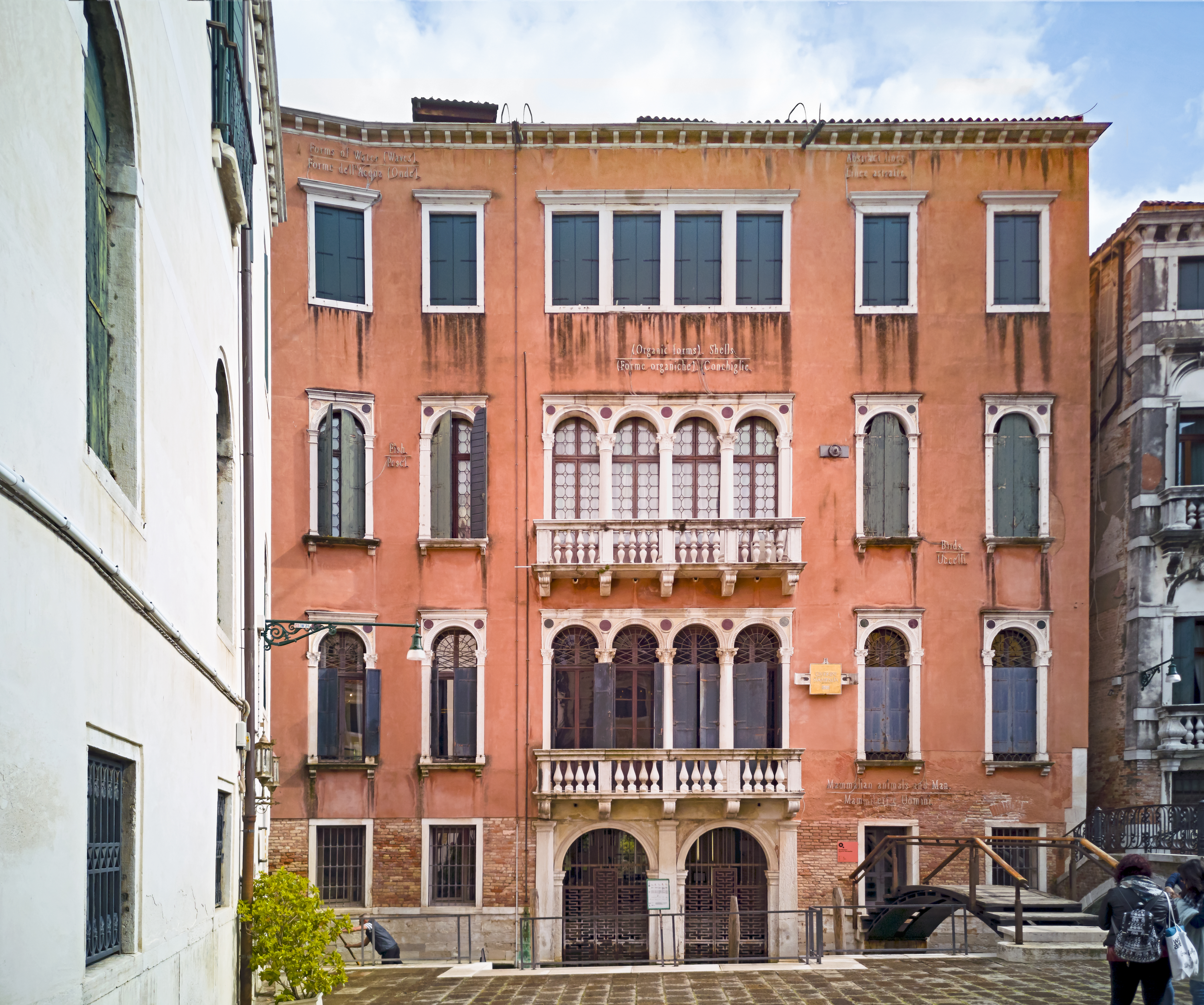
Palazzo Querini Stampalia
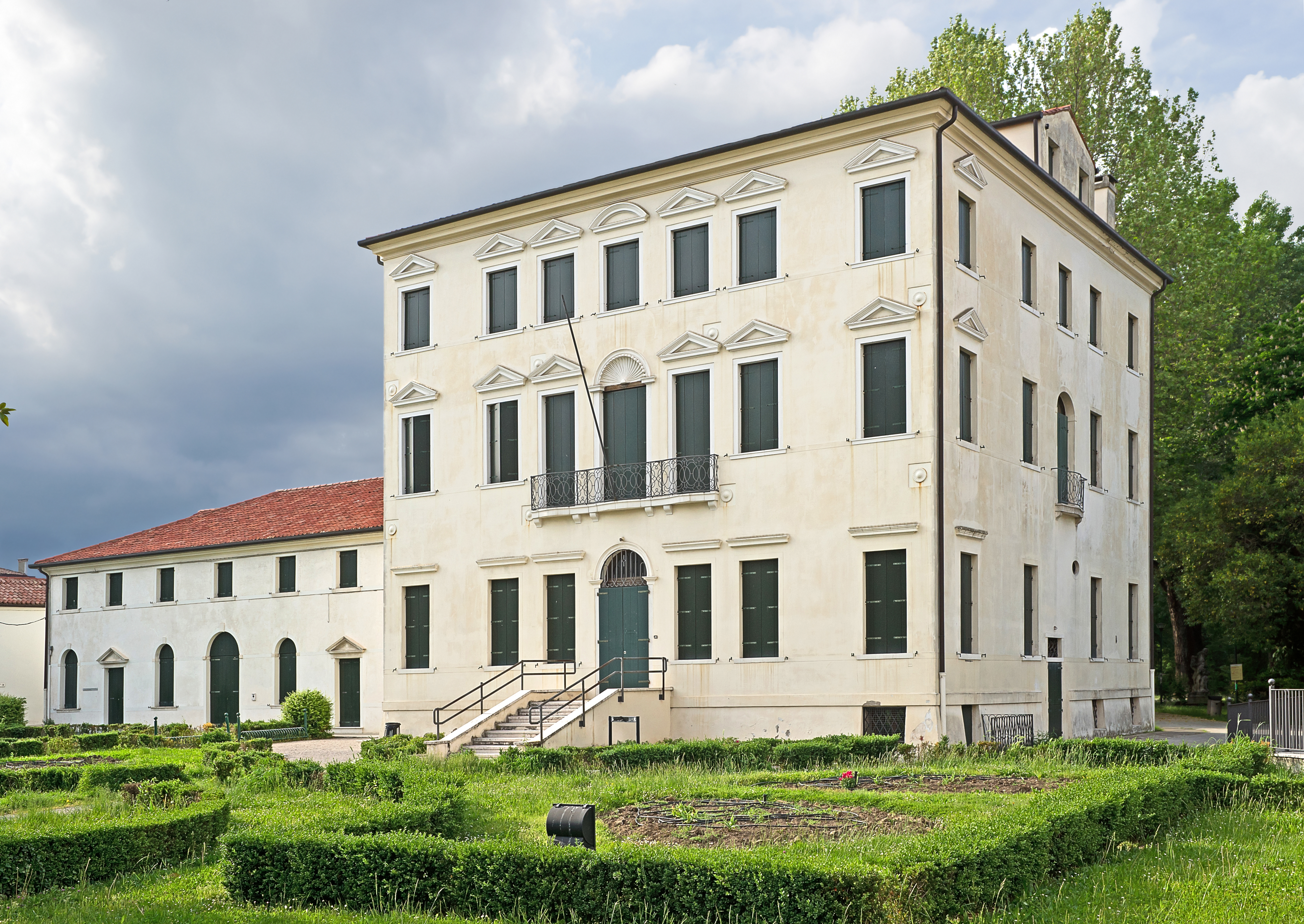
Villa Querini - Mestre.

Venise
- Palazzo Molin Querini
- Palazzo Querini Papozze
- Palazzetto Querini
- Palais Querini a San Barnaba
- Palais Querini Benzon

Mestre
- Villa Querini XVIIIe siècle